# Терън (планина)
Планината Терън (на английски: Theron Mountains) е планина, разположена в Източна Антарктида, Земя Котс и е част от Трансантарктическите планини. Простира се на 45 km от североизток на югозапад, северно от ледника Слесър и източно от шелфовия ледник Филхнер. Максимална височина връх Фарадей 1175 m (79°14′ ю. ш. 28°49′ з. д. / 79.233333° ю. ш. 28.816667° з. д.).
Планината е открита от източния отряд, ръководен от Вивиан Фукс, през 1956 г., на британскта трансантарктическа експедиция (1955 – 56 г.) и е наименувана в чест на експедиционния кораб на отряда „Терън“.